# Sikukia flavicaudata
Sikukia flavicaudata är en fiskart som beskrevs av Chu och Chen, 1987. Sikukia flavicaudata ingår i släktet Sikukia och familjen karpfiskar. IUCN kategoriserar arten globalt som otillräckligt studerad. Inga underarter finns listade i Catalogue of Life.